# 艾斯敦

艾斯敦爵士

贝尔比·弗兰西斯·艾斯敦爵士（英語：Sir Beilby Francis Alston，1868年—1929年7月8日），英国外交官。

## 生平
艾斯敦于1911年出任英国驻华公使馆参赞，后又任公使馆参议，并曾几次代办馆务。1920年朱尔典爵士退休后，艾斯敦接替其出任英国驻华公使。1922年辞职后离开中国。此后还曾出任英国驻巴西大使。1929年7月8日在伦敦逝世。